# Xoanodera marmorata
Xoanodera marmorata là một loài bọ cánh cứng trong họ Cerambycidae.